# Франкенек
Франкенек (нім. Frankeneck) — громада в Німеччині, розташована в землі Рейнланд-Пфальц. Входить до складу району Бад-Дюркгайм. Складова частина об'єднання громад Ламбрехт (Пфальц).
Площа — 4,76 км2. Населення становить 814 ос. (станом на 31 грудня 2020).

## Галерея

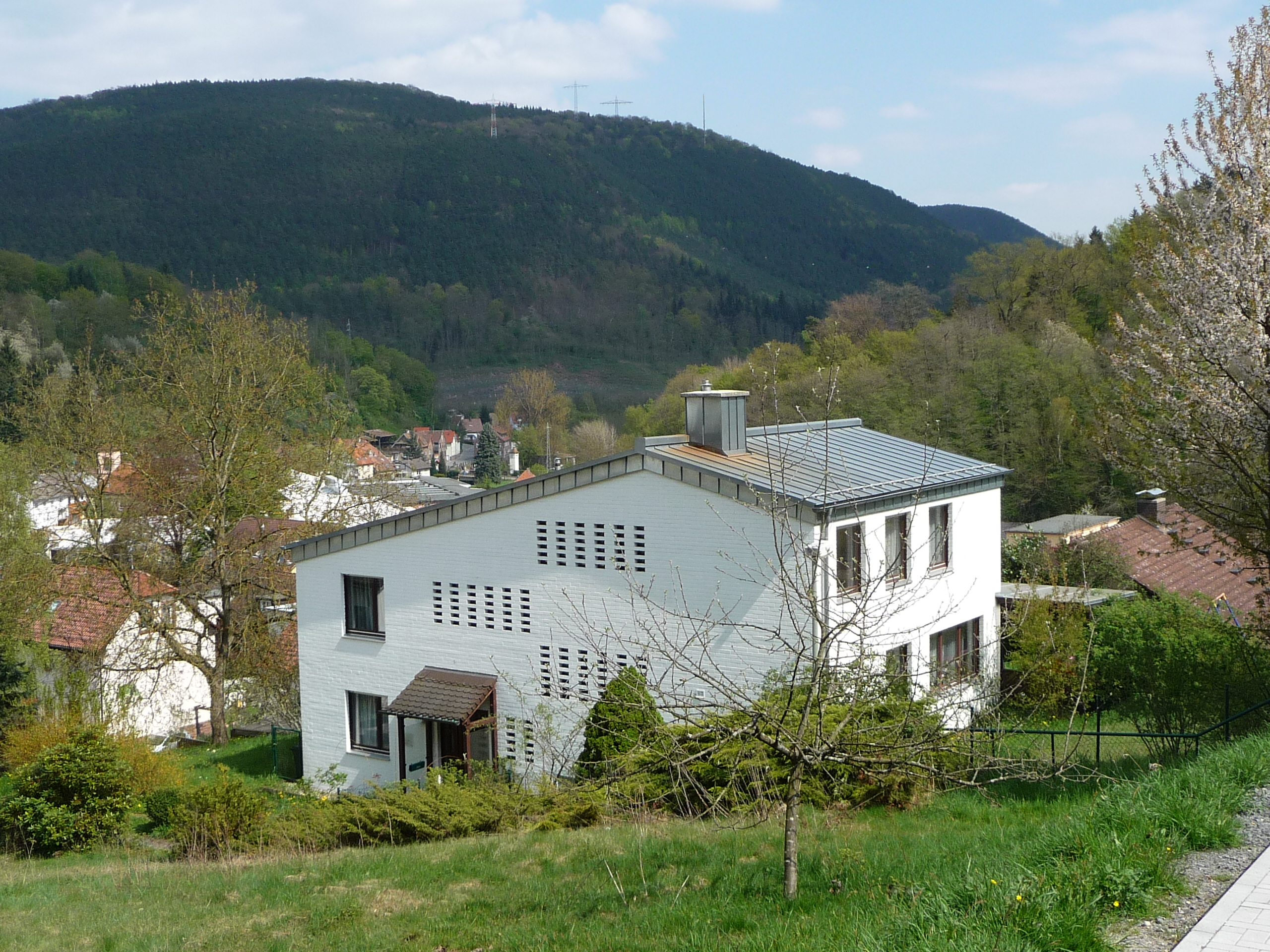
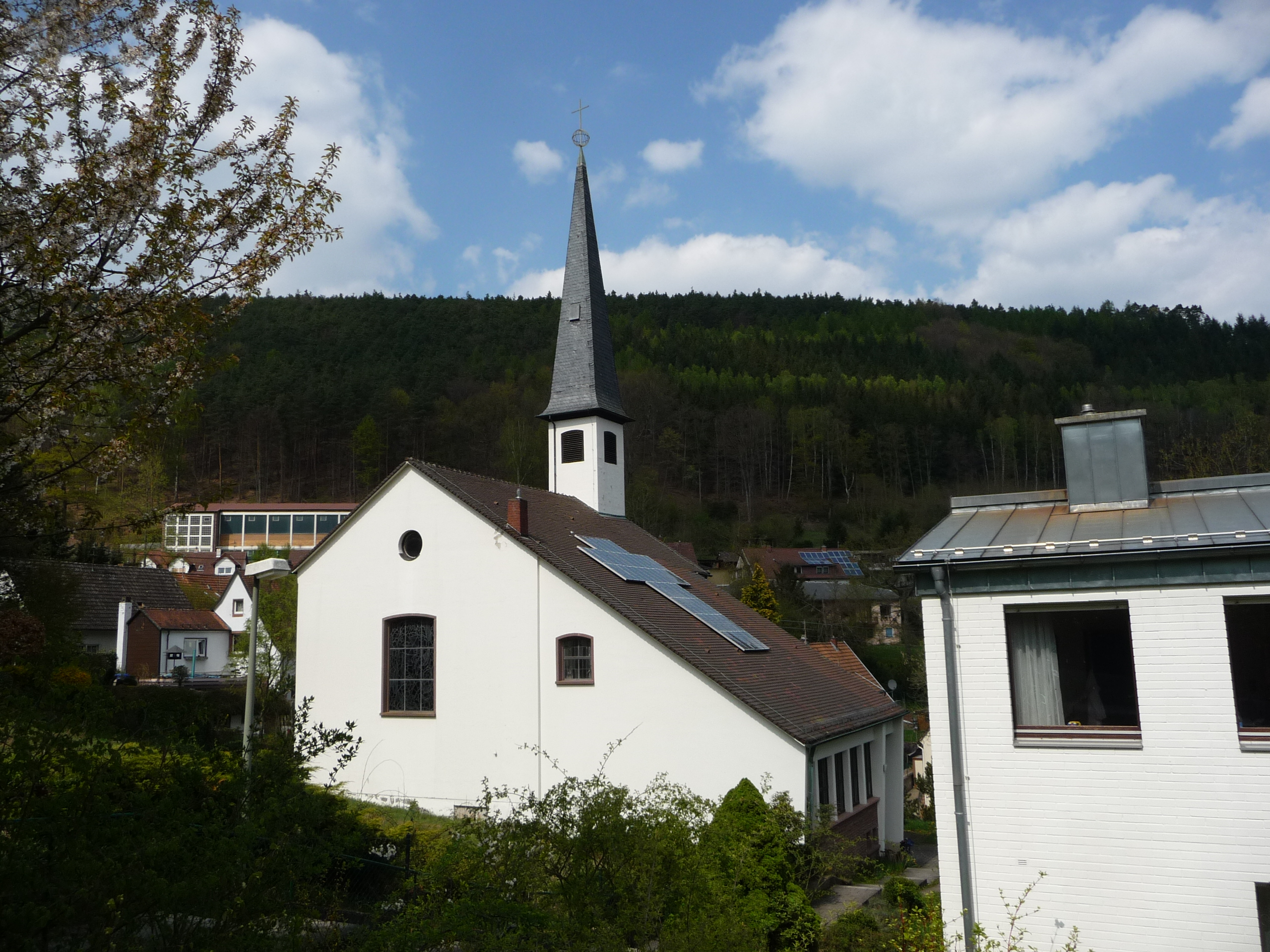
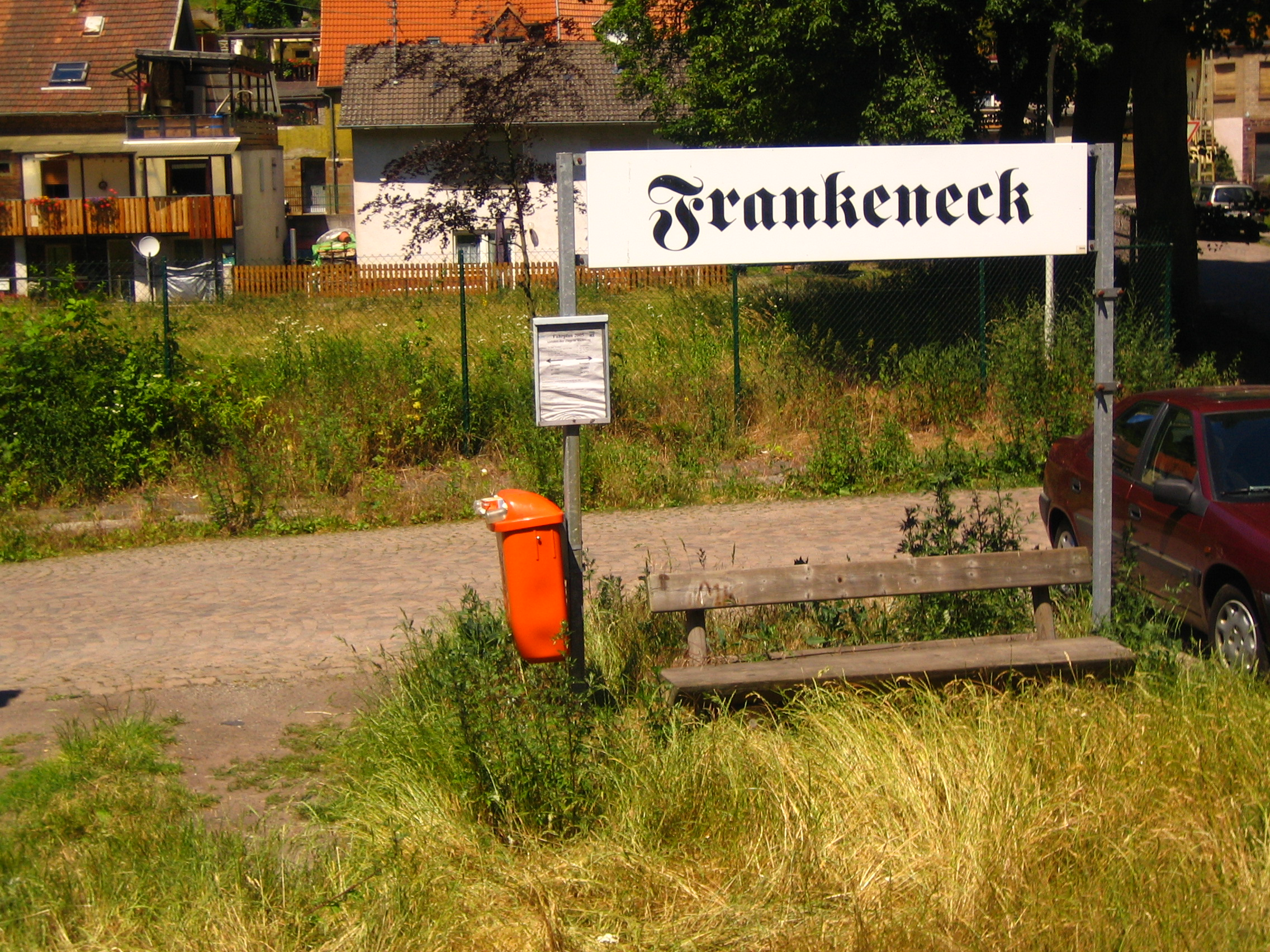